# Jamur Jelatang
Jamur Jelatang is een bestuurslaag in het regentschap Aceh Tamiang van de provincie Atjeh, Indonesië. Jamur Jelatang telt 1039 inwoners (volkstelling 2010).